# Запад (Кошице)
Запад (слч. Západ) је градска четврт Кошица, у округу Кошице II, у Кошичком крају, Словачка Република.

## Становништво
Према подацима о броју становника из 2011. године градско насеље је имало 40.695 становника.